# Sweltsa lamba
Sweltsa lamba är en bäcksländeart som först beskrevs av James George Needham och Peter Walter Claassen 1925.  Sweltsa lamba ingår i släktet Sweltsa och familjen blekbäcksländor. Inga underarter finns listade i Catalogue of Life.